# Jacinto João
Jacinto João (25. ledna 1944, Luanda - 29. října 2004, Setúbal) byl portugalský fotbalista, záložník. 

## Fotbalová kariéra
Portugalskou ligu hrál za Vitórii Setúbal, nastoupil ve 271 ligových utkáních, dal 58 ligových gólů a v roce 1967 vyhrál s týmem portugalský pohár. Kariéru zakončil ve druhé portugalské lize v týmech AD Fafe a Caldas SC. V Poháru vítězů pohárů nastoupil ve 4 utkáních, ve Veletržním poháru nastoupil ve 23 utkáních a dal 1 gól a v Poháru UEFA nastoupil ve 21 utkáních a dal 3 góly. Za portugalskou reprezentaci nastoupil v letech 1968-1974 v 10 utkáních a dal 2 góly. 

## Ligová bilance
| Ročník                        | Zápasy | Góly | Klub                 |
| ----------------------------- | ------ | ---- | -------------------- |
| 1. portugalská liga 1965/1966 | 3      | 1    | Vitória Setúbal      |
| 1. portugalská liga 1966/1967 | 10     | 0    | Vitória Setúbal      |
| 1. portugalská liga 1967/1968 | 19     | 2    | Vitória Setúbal      |
| 1. portugalská liga 1968/1969 | 26     | 10   | Vitória Setúbal      |
| 1. portugalská liga 1969/1970 | 25     | 6    | Vitória Setúbal      |
| 1. portugalská liga 1970/1971 | 26     | 5    | Vitória Setúbal      |
| 1. portugalská liga 1971/1972 | 28     | 5    | Vitória Setúbal      |
| 1. portugalská liga 1972/1973 | 20     | 1    | Vitória Setúbal      |
| 1. portugalská liga 1973/1974 | 29     | 5    | Vitória Setúbal      |
| 1. portugalská liga 1974/1975 | 19     | 7    | Vitória Setúbal      |
| 1. brazilská liga 1975        | 6      | 0    | Portuguesa São Paulo |
| 1. brazilská liga 1976        | -      | -    | Portuguesa São Paulo |
| 1. portugalská liga 1976/1977 | 28     | 12   | Vitória Setúbal      |
| 1. portugalská liga 1977/1978 | 18     | 3    | Vitória Setúbal      |
| 1. portugalská liga 1978/1979 | 18     | 1    | Vitória Setúbal      |
| 2. portugalská liga 1979/1980 | 25     | 2    | AD Fafe              |
| 2. portugalská liga 1980/1981 | 16     | 3    | Caldas SC            |
| CELKEM 1. portugalská liga    | 271    | 58   |                      |